# 鹿寨北站
鹿寨北站，位于中华人民共和国广西壮族自治区柳州市鹿寨县平山镇大阳村，是衡柳铁路上的高铁站，于2014年12月26日启用营运，南宁铁路局管辖。

## 車站周邊
- 六冲水库

## 歷史
- 2014年12月26日通车启用。[3]

## 外部連結
- 中国铁路客户服务中心（页面存档备份，存于）